# Australian Ice Hockey League 2018
Die Saison 2018 war die 18. Spielzeit der Australian Ice Hockey League, der höchsten australischen Eishockeyspielklasse. Meister wurde zum ersten Mal in der Vereinsgeschichte CBR Brave aus der Hauptstadt Canberra. Die H. Newman Reid Trophy für den Sieger der regulären Saison ging ebenfalls an CBR Brave.

## Modus
In der Regulären Saison absolvierte jede der acht Mannschaften insgesamt 28 Spiele. Die vier bestplatzierten Mannschaften qualifizierten sich für die Playoffs, in denen der Meister ausgespielt wurde. Für einen Sieg nach regulärer Spielzeit erhielt jede Mannschaft drei Punkte, für einen Sieg nach Overtime zwei Punkte, für eine Niederlage nach Overtime einen Punkt und für eine Niederlage nach der regulären Spielzeit null Punkte.

## Reguläre Saison

### Tabelle
|    | Klub                 | Sp | S  | OTS | OTN | N  | Tore    | Punkte |
| -- | -------------------- | -- | -- | --- | --- | -- | ------- | ------ |
| 1. | CBR Brave            | 28 | 24 | 0   | 0   | 4  | 152:074 | 72     |
| 2. | Sydney Bears         | 28 | 15 | 3   | 3   | 7  | 104:072 | 54     |
| 3. | Perth Thunder        | 28 | 12 | 4   | 2   | 10 | 111:100 | 46     |
| 4. | Melbourne Mustangs   | 28 | 12 | 2   | 2   | 10 | 106:097 | 42     |
| 5. | Newcastle Northstars | 28 | 9  | 4   | 4   | 11 | 106:119 | 39     |
| 6. | Sydney Ice Dogs      | 28 | 10 | 3   | 2   | 13 | 096:097 | 38     |
| 7. | Melbourne Ice        | 28 | 7  | 2   | 4   | 15 | 087:114 | 29     |
| 8. | Adelaide Adrenaline  | 28 | 3  | 2   | 3   | 20 | 062:151 | 16     |

Sp = Spiele, S = Siege, U = Unentschieden, N = Niederlagen, OTS = Overtime-Siege, OTN = Overtime-Niederlage, SOS = Penalty-Siege, SON = Penalty-Niederlage

## Playoffs

### Halbfinale
- CBR Brave – Mustangs IHC 5:1
- Sydney Bears – Perth Thunder 3:0

### Finale
- CBR Brave – Sydney Bears 4:3 n. V.